# Totalplay
Totalplay (Totalplay Telecomunicaciones, S.A. de C.V.) es una empresa de Telecomunicaciones que tiene su sede en la Ciudad de México, ofreciendo servicios como televisión por suscripción, Internet, telefonía fija para hogar, a través de fibra óptica.
A partir de noviembre de 2014 fue adquirida en su totalidad por Grupo Salinas. Ofrece una gran variedad de servicios Triple y Doble Play sobre una red de fibra óptica administrada directamente al hogar (FTTH). Inició operaciones de prueba en septiembre de 2010 y fue lanzada comercialmente en mayo de 2011. Presta servicios en las principales ciudades de México.

## Historia
En 2004, la compañía de telefonía móvil Iusacell, comienza a construir su red de fibra óptica a nivel nacional, realizando una fuerte inversión en infraestructura y tecnología para interconectar las empresas que conforman a Grupo Salinas.
Como parte de la estrategia y plan de inversión para el despliegue de una red de fibra óptica administrada por parte de Grupo Iusacell, se concibe la idea de proporcionar servicios adicionales a la banda ancha (Internet) y a la voz sobre IP (VoIP). Es así como se logró proporcionar servicios de TV de paga bajo la arquitectura IPTV, poniendo a disposición un esquema interactivo.
Totalplay oficialmente inició operaciones de prueba en septiembre de 2010 y los primeros servicios desplegados fueron TV Lineal (Live TV) y Video Bajo Demanda (VOD). Durante este periodo de prueba se conformó un grupo de usuarios beta, sin embargo, no fue sino hasta 2011 que se dio a conocer al mercado mexicano y a los medios con los siguientes servicios: Fibra directa al hogar (FTTH), Conexión de banda ancha de alta velocidad, TV Interactiva, y una oferta de contenido HD.
En 2011 Totalplay fue la primera empresa en Latinoamérica en transmitir un reality show en 3D.
También, en 2016, fueron los primeros en Latinoamérica en realizar un transmisión en vivo con la Resolución 4K y ofrecer servicios de televisión con esa calidad. En 2017 recibe por parte de la plataforma Netflix el título de "mejor ISP".

## Servicios
- Internet con hasta 1200 Mbps de velocidad de descarga (1.2Gb disponible solo en algunas regiones del norte de México).
- Televisión interactiva con canales en alta definición (HDTV) y la posibilidad de ofrecer hasta Resolución 4K.
- Cuando sea, un servicio que permite regresar el tiempo de la programación.
- Donde sea, servicio que ofrece para ver televisión desde computadoras y dispositivos móviles.
- Aplicaciones interactivas en la televisión como: Media Center, Netflix, Star+, Amazon Prime Video, HBO Max, Tunein, Paramount+, YouTube
- On Demand, para rentar películas, series, telenovelas o programas.
- Totalplay App, con funcionalidad Softphone para utilizar la línea telefónica fija en cualquier lugar mediante una app disponible en ambas tiendas de aplicaciones.

### Televisión
El servicio de televisión de Totalplay es ofrecido en formato IPTV, además fue el primero en proporcionar un servicio interactivo, con el cual se ofrecen aplicaciones que requieren acceso a internet desde un televisor como YouTube, Netflix, Prime Video, Starz Play y Blim entre otros servicios.

### Telefonía
El servicio de telefonía de Totalplay está basado en telefonía de voz sobre IP, el cual se realiza con tecnología VoIP, además incluye una suscripción a la aplicación softphone con la cual se pueden realizar y recibir llamadas siempre y cuando esté conectado a una red wifi o utilizando datos móviles.

### Internet
Se ofrece utilizando fibra óptica hasta el hogar, con tecnología GPON, en la cual, desde nodos (postes) ubicados estratégicamente derivan la fibra directamente hasta el cliente. Las velocidades ofrecidas son asimétricas (20% de subida) para residencial pudiendo ser simétrica solo en su formato empresarial y en su oferta de micro negocios a través de un servicio adicional de pago mensual.

## Modo de operación
Totalplay utiliza la fibra óptica como medio de transporte para el envío y recepción digital de voz y datos, usando la tecnología Fiber To The Home (FTTH), donde la fibra se conecta desde el nodo hasta el domicilio del cliente.
La red opera sobre arquitectura PON (Passive Optical Network), que permite conexiones punto-multipunto. Según disponibilidad regional, el proveedor implementa distintas variantes de PON. Hasta la fecha no se ha confirmado públicamente el uso generalizado de tecnología XGS‑PON en la red residencial.

### Tecnologías FTTH
- Tecnología de enlace: Red óptica pasiva (GPON en la mayoría de zonas residenciales). Conectividad física: Fibra óptica pasiva hasta el domicilio (FTTH).